# Distrito de Moçâmedes
O Distrito de Moçâmedes (grafado Mossâmedes até 1945) era, em 1861, um dos cinco distritos ou governos administrativos de que se compunha a colónia portuguesa de Angola.
Estendia-se então desde o Cabo de Santa Maria, na costa, até 18º de latitude, compondo-se de cinco concelhos: o da vila de Mossâmedes, capital do distrito, e os do Bumbo, da Huílla, dos Gambos e do Humbe.
Em 1899 foi nomeado governador interino deste distrito João Maria de Aguiar.
Com a independência, em 11 de Novembro de 1975, o antigo Distrito de Moçâmedes passou a constituir a Província do Namibe.